# Бътлър (окръг, Мисури)
Вижте пояснителната страница за други значения на Бътлър.
Окръг Бътлър (на английски: Butler County) е окръг в щата Мисури, Съединени американски щати. Площта му е 1810 km², а населението - 41 383 души. Административен център е град Поплър Блъф.